# Europa Universalis III
Europa Universalis III (EU3) là trò chơi máy tính thuộc thể loại đại chiến lược do hãng Paradox Development Studio phát triển và Paradox Interactive phát hành. Bản chính của game đã được phát hành cho Windows vào tháng 1 năm 2007 rồi sau được hãng Virtual Programming chuyển thể sang Mac OS X vào ngày 2 tháng 11 năm 2007.
Game cho phép người chơi điều khiển một quốc gia và xử lý các vấn đề liên quan đến chiến tranh, ngoại giao, thương mại và kinh tế. Bản game đầu tiên không có bản mở rộng bắt đầu vào năm 1453, ngay sau khi Constantinopolis thất thủ và tiếp tục đến năm 1789 qua sự khởi đầu của cuộc Cách mạng Pháp. Bản mở rộng Napoleon's Ambition kéo dài năm trò chơi kết thúc đến tận năm 1821, trong khi bản mở rộng In Nomine thì lại chuyển năm bắt đầu trở lại vào năm 1399.
Europa Universalis III có một engine 3D đòi hỏi phải có hệ thống để đáp ứng đặc điểm kỹ thuật Pixel Shader 2.0. Bản đồ có tới 1700 tỉnh trên bộ và trên biển bao quanh hầu hết lãnh thổ trên thế giới, với 250 quốc gia lịch sử có thể chơi được. Trò chơi còn sử dụng các yếu tố của các game Paradox khác như Crusader Kings, Victoria và Hearts of Iron II.

## Lối chơi
Người chơi bắt đầu trò chơi bằng cách chọn niên đại bắt đầu chiến dịch và quốc gia muốn chơi. Một lần trong game, người chơi có thể định hình quốc gia của mình theo nhiều cách khác nhau. Hình thái của chính phủ gồm vương quốc, cộng hòa, chế độ thần quyền và bộ lạc. Người chơi có thể ảnh hưởng đến xã hội và các giá trị của một quốc gia bằng cách điều chỉnh "thanh trượt" như thương mại tự do/chủ nghĩa trọng thương và có thể thuê các nhà cố vấn triều đình như Wolfgang Amadeus Mozart. Khi trò chơi tiến triển, người chơi có thể chọn "ý tưởng quốc gia" kiểu như Liberté, Égalité, Fraternité sẽ cho những phần thưởng chuyên biệt. 
Trò chơi có hơn 300 quốc gia có thể chơi được bao gồm cả những người khổng lồ như nhà Minh của Trung Quốc, các cường quốc khu vực như Bohemia và Kazan và các quốc gia nhỏ như Maldives. Nếu không có điều kiện chiến thắng chính thức, người chơi đôi khi đặt ra mục tiêu cho bản thân như vực dậy một thành bang có được vị thế trên thế giới. Bản đồ thế giới gồm có khoảng 1700 tỉnh và vùng biển. Nhiều tỉnh ở châu Mỹ, châu Phi và châu Đại Dương không thuộc sở hữu của bất cứ nước nào khiến cho người chơi có thể chiếm làm thuộc địa.
Kinh tế trong kỷ nguyên tiền hiện đại được mô phỏng bằng các loại thuế và thu nhập sản xuất từ các tỉnh cũng như thương mại. Thương nhân quốc gia cạnh tranh trong "các trung tâm thương mại" như Venice và Lübeck, và các quốc gia tập trung vào lợi tức giao thương (ví dụ như Hà Lan) được hưởng những lợi thế đáng kể. Quốc gia nào đúc quá nhiều tiền hoặc là quá phụ thuộc vào khai thác vàng sẽ bị nạn lạm phát. Đầu tư công nghệ là rất quan trọng trong thời gian dài; trò chơi không sử dụng một cây công nghệ kiểu civilization mà thay vào đó có các loại công nghệ khác nhau, từ đó mở khóa các đơn vị quân sự và công trình mới.
Ngoại giao khá là chi tiết: hôn nhân hoàng gia, lăng mạ, liên minh, lệnh cấm vận thương mại và như vậy đều có ảnh hưởng đến mối quan hệ giữa các quốc gia. Người chơi có thể giành quyền kiểm soát quốc gia khác một cách hòa bình thông qua các đoàn thể cá nhân và chư hầu. Các tổ chức quốc tế ban đầu như Thánh chế La Mã, Tòa Thánh Vatican và với bản mở rộng Divine Wind còn thêm thể chế Mạc phủ được mô phỏng khá chi tiết. Mỗi quốc gia có nền văn hóa và tôn giáo riêng của mình cùng một nguồn của sự đoàn kết ngoại giao hoặc xích mích hay xảy ra.
Người cai trị có thể kiểm soát quân đội, lực lượng hải quân và lính đánh thuê tuyển mộ được. Chiến đấu mang tính trừu tượng, không có kiểm soát trực tiếp trận đánh (tương phản với dòng game Total War). Truyền thống quân sự rất cần thiết cho việc tuyển mộ tướng lĩnh và đô đốc tài giỏi. Sự xâm lược (chiếm lấy lãnh thổ mà không có một yêu cầu chính đáng) được kiểm tra bởi hệ thống "badboy" tức nỗi ô nhục quốc tế phổ biến trong các game của Paradox.
Trò chơi khá chi tiết về tính lịch sử; có thể chơi phần "đại chiến dịch" bắt đầu từ năm 1453 hoặc 1399, nhưng bất kỳ niên đại nào trước cuộc Cách mạng Pháp (1821 với bản mở rộng Napoleon's Ambition) cũng là một điểm khởi đầu hợp lệ, với các nhà lãnh đạo lịch sử và các quốc gia được cập nhật một cách thích hợp. Các sự kiện lớn như cuộc chiến tranh Liên minh Cambrai có thể chơi theo cách này. Thường trò chơi sẽ khác biệt với thực tế sau một thời gian trong game, với các sự kiện phi lịch sử như Bồ Đào Nha xâm lược thuộc địa ở Bắc Mỹ hoặc Ba Lan-Litva tồn tại và lấn át các nước láng giềng.

## Thông tin phát hành

### Bản mở rộng
Paradox đã phát hành bốn bản mở rộng cho EU3, mỗi cái đều yêu cầu tất cả các bản mở rộng trước đó. Một phiên bản của trò chơi là Europa Universalis III Complete gồm bản game gốc và hai phần mở rộng đầu tiên. Một phiên bản khác là Europa Universalis III Chronicles thì gồm bản game gốc và cả bốn bản mở rộng.
Napoleon's Ambition
Ngày 3 tháng 5 năm 2007, một bản mở rộng tên là Napoleon's Ambition đã được Paradox công bố. Nó được chính thức phát hành vào ngày 22 tháng 8 năm 2007 thông qua GamersGate, một nền tảng phân phối kỹ thuật số. Phiên bản Windows của bản mở rộng có sẵn dưới dạng tải về từ GamersGate hoặc là một phần của gói bán lẻ Europa Universalis III Complete, và nhằm mục đích mở rộng Europa Universalis III với một giao diện được cải thiện, một hệ thống thương mại nâng cao, tùy chọn được mở rộng và kể cả nhiều nội dung hơn bao quát một khoảng thời gian dài. Virtual Programming đã phát hành bản mở rộng Napoleon's Ambition cho Mac OS X vào ngày 7 tháng 12 năm 2007. 
Một số tính năng của Napoleon's Ambition gồm: 
- Niên hạn được mở rộng tới 29 năm từ 1793 đến 1822 bao gồm cuộc cách mạng Pháp và Napoléon.
- Các nhà lãnh đạo, người cai trị, cố vấn, các nước, thể chế chính phủ và ý tưởng quốc gia mới đã được thêm vào cũng như hàng chục đơn vị mới dành cho sự lựa chọn về mặt chiến thuật hơn.
- Ngoài hàng trăm sự kiện mới, người chơi giờ đây có thể nhìn thấy nhà lãnh đạo, người cai trị, cố vấn của mình xuất hiện vào những niên đại có độ chính xác lịch sử.
- Một cuốn sổ cái đã được bổ sung nhằm hiển thị thông tin về các thuộc địa và các nhà lãnh đạo, cùng một bản đồ thương mại chi tiết cho từng tỉnh.
- Các tùy chọn mới để di chuyển thủ đô cho phép người chơi tập trung hơn vào khu vực nhất định của quốc gia mình. Ngoài ra các trung tâm thương mại có thể được thêm vào hoặc gỡ bỏ.
- Người chơi có thể tự động gửi các thương nhân đến các trung tâm thương mại. Ngoài ra, người chơi phải tham gia vào ngoại giao hoặc chiến tranh để gửi các thương nhân vào thị trường nước ngoài nhất định.
- Nhiều lựa chọn đã được bổ sung cho phép tùy biến lối chơi. Người chơi có các tùy chọn dành cho "Không lạm phát", "Trả tự do thuộc địa", "AI gây hấn" và nhiều hơn nữa.

In Nomine
Ngày 5 tháng 3 năm 2008, một bản mở rộng thứ hai có tựa đề In Nomine đã được công bố. Nó được chính thức phát hành vào ngày 28 tháng 5 cùng năm. Các tính năng bao gồm: một phần mở rộng hơn nữa khung thời gian của trò chơi, bổ sung thêm Đế chế Byzantine, AI sửa đổi tập trung vào các mục tiêu chiến lược cấp cao và quân nổi dậy được làm lại hoàn toàn với các mục tiêu và khả năng của mình. Virtual Programming đã phát hành bản mở rộng In Nomine cho Mac OS X vào ngày 18 tháng 8 năm 2008. Trò chơi bây giờ bắt đầu sớm hơn, bắt đầu từ tháng 10 năm 1399 sau lễ đăng quang của vua Henry IV nước Anh. Bởi vì khung thời gian của trò chơi đã được mở rộng lên tới 54 năm nên giờ nó bao gồm các quốc gia như Đế chế Byzantine và Jalayirid, các nhà lãnh đạo như Tamerlane và các sự kiện như kết thúc Chiến tranh Trăm năm.
Một biến thể quan trọng của bản mở rộng là khả năng để người chơi đưa ra quyết định quan trọng sẽ định hình tương lai của đất nước. Ví dụ, người chơi có thể chọn để tạo ra Vương quốc Anh, biến Paris "đáng giá một Thánh Lễ" hoặc lập nên một Công ty Thương mại Đông Ấn Độ. Giờ đây họ có thể thực hiện các quyết định trên cả hai quốc gia và cấp tỉnh với hệ thống quyết định mới, bao gồm hàng trăm quyết định khác nhau tùy thuộc vào tình hình (ví dụ, tôn giáo nhà nước hiện hành) và quốc gia. Thêm một hệ thống nhiệm vụ mới, cả người chơi và AI sẽ được giao mục tiêu thực hiện, chẳng hạn như chinh phục Ai-len (cho Anh), biến Lorraine thành chư hầu (cho Pháp), giải phóng đồng bào của bạn hoặc lấy lại lãnh thổ bị đánh cắp.
In Nomine còn có thêm tính năng "nổi loạn với một nguyên nhân". Có vô số loại hình nổi loạn (Tôn giáo, Yêu nước, Nông dân...), với các mục tiêu khác nhau và khả năng khác nhau. Ví dụ, nếu phiến quân yêu nước kiểm soát một tỉnh thì tỉnh đó sẽ phải chịu hơn 10 năm chủ nghĩa dân tộc và có nhiều khả năng ly khai. Các phiến quân khác bao gồm phiến quân thuộc địa ở các thuộc địa của bạn quyết định để có được đại diện hoặc tính độc lập và giới quý tộc phản động nổi lên để đưa các nông nô trở lại vị trí của mình. Giờ đây người chơi có thể lựa chọn giữa việc tiêu diệt phiến quân sử dụng vũ lực quân sự, đàm phán với họ hoặc bỏ mặc họ và xem họ thực thi yêu cầu của mình về đất nước của người chơi.
Khoan dung tôn giáo bây giờ phụ thuộc vào ý tưởng và quyết định của người chơi chứ không phải là vị trí thanh trượt, tạo ra một lớp chiến lược mới dù số lượng lựa chọn thấp. Hồng y giờ đây có lòng trung thành lâu hơn và quyền năng chi phối Giáo hoàng đã phát triển. Điều khiển Giáo hoàng giờ có thể rút phép thông công nhà lãnh đạo và kêu gọi cuộc thập tự chinh chống lại kẻ ngoại đạo, ban thưởng cho bất kỳ quốc gia Công giáo nào chiến đấu với họ.
In Nomine cũng có một hệ thống thuộc địa sử dụng khoảng cách giữa nơi người chơi muốn định cư và cảng chính yếu gần nhất của mình. Bổ sung thêm các yếu tố mới như bầu cử ở nước cộng hòa, lựa chọn tiêu thổ và nhiệm vụ gián điệp mới. Cả Napoleon's Ambition và In Nomine có trong Europa Universalis III Complete.
Heir to the Throne
Ngày 19 tháng 8 năm 2009, một bản mở rộng thứ ba mang tên Heir to the Throne đã được công bố. Nó được phát hành cho Windows vào ngày 15 tháng 12 năm 2009 và bao gồm nhiều tính năng theo yêu cầu của các thành viên diễn đàn. Như tiêu đề cho thấy, nó tập trung chủ yếu vào động lực hoàng tộc trong vấn đề kế vị ngai vàng. Virtual Programming phát hành bản mở rộng cho Mac OS X vào ngày 24 tháng 5 năm 2010. 
Một số tính năng của Heir to the Throne gồm:
- Hệ thống Casus Belli mới mà chiến tranh có mục tiêu cụ thể từ đầu đến cuối.
- Nền quân chủ giờ đây thuộc về các triều đại, với những hiệu ứng sâu rộng trên mô hình ngoại giao.
- Những lựa chọn liên quan đến Thánh chế La Mã và Giáo hoàng nhiều hơn và mạnh hơn.
- Lựa chọn ngoại giao đặc biệt cho các nước Cộng hòa Thương gia.
- Thiết lập trọng tâm quốc gia (National Focus) của bạn ở một tỉnh để thúc đẩy tăng trưởng và tăng cường tổ chức của bạn trong khu vực.
- Terra Incognita vĩnh viễn bị loại bỏ và thay thế bằng các khu vực không thể đi qua.
- Truyền thống văn hóa cho phép các cố vấn tốt hơn theo cùng một cách mà truyền thống quân sự giúp cho các tướng lĩnh và đô đốc tốt hơn.
- Đặt một quốc gia yếu dưới phạm vi ảnh hưởng của bạn để có được một Casus Belli trên bất kỳ quốc gia nào tương tác với nó.
- Sử dụng quan tòa (Magistrates) để cho phép các quyết định nhất định và cải cách thể chế.

Divine Wind
Ngày 27 tháng 5 năm 2010, một cuộc thăm dò đã được nhà phát triển tạo ra trên diễn đàn Paradox mà người dùng có thể bỏ phiếu cho một bản mở rộng mới. Các tùy chọn bao gồm các bản mở rộng cho Europa Universalis III, Europa Universalis: Rome, Hearts of Iron 3 và Victoria. Với 46% số phiếu, cuộc thăm dò đã giành chiến thắng ủng hộ một bản mở rộng Europa Universalis III tập trung vào phần còn lại của thế giới. Vào ngày 9 tháng 9, bản mở rộng Divine Wind đã được công bố. Nó cần đến Europa Universalis III Complete và bản mở rộng Heir to the Throne thì mới cài chơi được. Ngày 30 tháng 11, bản mở rộng đã sẵn sàng cho việc đặt hàng trước và được phát hành vào ngày 14 Tháng 12 năm 2010. Divine Wind còn được Virtual Programming phát hành cho Mac OS X vào ngày 16 tháng 3 năm 2011. 
Một số tính năng trong Divine Wind gồm:
- Bản đồ chi tiết mới với nhiều tỉnh và đồ họa nâng cao.
- Có thể chọn chơi bất kỳ một trong bốn lãnh chúa lớn ở Nhật Bản có ảnh hưởng lên Hoàng đế và kiểm soát Mạc phủ.
- Khả năng quản lý các phe phái trong nội bộ Trung Quốc để giữ Thiên Mệnh.
- Ngoại giao được tăng cường, với nhiều tùy chọn liên minh và các cuộc đàm phán hòa bình.
- Tính năng mới phạm vi ảnh hưởng (Spheres of Influences), các chư hầu và Thánh chế La Mã.
- Các kiểu công trình văn hóa cụ thể mới cho phép kiểm soát tốt hơn sự phát triển của các tỉnh thành.
- Hệ thống thương mại được tăng cường.
- Hệ thống bộ lạc du cư mới cho phe du canh du cư.
- 50 thành tựu dành cho người chơi mở khóa.

Bản mở rộng thứ năm (thông qua GamersGate và Steam)
Gồm các DLC nhỏ:
- Revolution Spritepack
- Medieval Spritepack
- Enlightenment Spritepack
- Reformation Spritepack
- Western Spritepack
- Eastern Spritepack
- Absolutism Spritepack
- Music of the world

### Bản gộp
Phát hành vào ngày 22 tháng 3 năm 2011, Europa Universalis III: Chronicles gói gọn cả bốn mở rộng với bản game gốc. Đây là lần đầu tiên Heir to the Throne và Divine Wind đã có thể mua được trong bán lẻ. Europa Universalis III: Chronicles được hãng Virtual Programming phát hành cho Mac OS X vào ngày 28 tháng 9 năm 2011.

## Bản mod
Hầu hết các thiết lập của Europa Universalis III đều nằm trong các tập tin văn bản đơn giản có thể dễ dàng thay đổi để chỉnh sửa bản đồ, các sự kiện lịch sử v.v... Một số bản mod phổ biển đã thay đổi trò chơi một cách rộng rãi, thêm hương vị lịch sử, kịch bản hư cấu hoặc những cơ chế game mới.

### Magna Mundi
Một bản mod dành cho Europa Universalis III là Magna Mundi nhằm mục đích để thêm chi tiết vào bản đồ của trò chơi và hướng quá trình lịch sử thay thế mà game mô tả nhiều hơn đối với lịch sử thế giới thực bằng các sự kiện kịch bản. Một phiên bản độc lập của Magna Mundi được dự tính như một bản spinoff được phát triển bởi các tác giả của bản mod, hoạt động như một studio phát triển Universo Virtual và được Paradox phát hành. Vào tháng 6 năm 2013, Magna Mundi đã bị Paradox hủy bỏ với câu trích dẫn "thiếu tiến bộ" trong dự án như là lý do cho quyết định này. Universo Virtual tuyên bố rằng có một trò chơi đã sẵn sàng cho việc phát hành, công bố hành động pháp lý chống lại Paradox. Nhà lãnh đạo của hãng này tiếp tục đòi quyền sở hữu Clausewitz engine dưới tên Europa Universalis bởi vì giấy phép để phát triển hơn nữa bản mod Magna Mundi đã không đề cập cụ thể đến Universo Virtual như không sở hữu nó và tiến hành mã nguồn mở một trò chơi mà ông gọi là World Stage.

## Phần tiếp theo
Ngày 10 tháng 8 năm 2012, Europa Universalis IV như báo cáo là đang trong quá trình phát triển, với việc phát hành dự kiến là quý 3 năm 2013.
 Theo các nhà phát triển Paradox thì trò chơi sẽ không bao gồm bất kỳ ý tưởng phát triển nào trong dự án Magna Mundi đã bị hủy bỏ. Ngày 5 tháng 6 năm 2013, ngày phát hành cho Europa Universalis IV được tiết lộ là ngày 13 tháng 8 năm 2013.